# Moldovița (Fluss)
Die Moldovița (Verkleinerungsform, wörtlich also kleine Moldova) ist ein linker Nebenfluss der Moldova (deutsch: Moldau) im Kreis Suceava in Rumänien.

## Geografie
Die Moldovița entspringt in den Bergen der Obcina Feredeului in den Ostkarpaten unweit der Grenze zur Ukraine. Sie fließt zunächst in einem Bogen in generell östlicher Richtung ab, wendet sich dann nach Südosten, passiert die Orte Moldovița, das durch sein Moldaukloster bekannte Vatra Moldoviței (Watra Moldawitza) und Frumosu und mündet bei Vama in die Moldova.
Die Länge der Moldovița beträgt 48 km; der mittlere Abfluss wird mit 7,36 m³/s angegeben.